# Liste der Bodendenkmale in Vastorf
In der Liste der Bodendenkmale in Vastorf sind alle Bodendenkmale der niedersächsischen Gemeinde Vastorf aufgelistet. Die Quelle ist der Denkmalatlas Niedersachsen. Der Stand der Liste ist der 3. August 2024.

## Allgemein
In den Spalten finden sich folgende Informationen des Bodendenkmales :
- Lage        : geographische Koordinaten
- Bezeichnung : Bezeichnung lt. Denkmalatlas
- Beschreibung: Beschreibung lt. Denkmalatlas
- ID          : Objekt-ID
- Bild        : Bild, ggf. zusätzlich mit Link zu weiteren Fotos im Medienarchiv Wikimedia Commons.

## Bohndorf
| Lage                         | Bezeichnung            | Beschreibung | ID       | Bild |
| ---------------------------- | ---------------------- | ------------ | -------- | ---- |
| 53° 10′ 45″ N, 10° 34′ 54″ O | Bohndorf 21, Grabhügel |              | 32203667 | BW   |

## Gifkendorf
| Lage                         | Bezeichnung                  | Beschreibung | ID       | Bild |
| ---------------------------- | ---------------------------- | --- | -------- | ---- |
| 53° 11′ 26″ N, 10° 32′ 3″ O  | Gifkendorf 40, Grabhügel     | Fast rund, Dm. 15 m und H. 1,4 m. Hügeloberfläche unregelmäßig mit einigen Mulden. | 28931907 | BW   |
| 53° 10′ 57″ N, 10° 32′ 23″ O | Gifkendorf 15, Großsteingrab | Flacher Erdhügel mit Resten eines Großsteingrabes. Oval, N-S orientiert, L. 17 m, Br. 14 m und H. 1 m. Sechs Findlinge erkennbar. Die Größe und Form der Kammer sind ohne Untersuchung nicht sicher zu bestimmen, möglicherweise ist sie ONO-WSW orientiert (L. über 8,5 m). Der Eingang erfolgte vielleicht am ONO-Ende von NNW. | 28934771 | BW   |

### Gifkendorf 1
In flach nach Westen bis Südwesten zum Vierenbach geneigtem Gelände liegt ein Grabhügelfeld mit fünf annähernd runden Grabhügeln (Durchmesser 11 – 17 m; Höhe 0,5 – 1,6 m). Das Grabhügelfeld ist der nördliche Teil einer größeren Nekropole, deren Zentrum von großen, vermutlich endneolithischen Hügeln gebildet wird.

| Lage                         | Bezeichnung  | Beschreibung | ID       | Bild |
| ---------------------------- | ------------ | --- | -------- | ---- |
| 53° 10′ 36″ N, 10° 32′ 20″ O | Gifkendorf 1 | Rund, 17 m Durchmesser. Kuppe unregelmäßig abgeflacht und der Rand abgesetzt. In der NW-Böschung eine Eingrabung. Weitere flache Eingrabungen im SW. Tierbaue und wenige kopfgroße Granitsteine.                                                                     | 28933625 | BW   |
| 53° 10′ 36″ N, 10° 32′ 26″ O | Gifkendorf 2 | Fast rund, 16 m Durchmesser und auslaufendem Rand. Oberfläche hat eine Mulde mit 4 m Durchmesser und 0,5 m Tiefe. Nördlich der Mitte des Hügels Reste eines alten Windwurfes. Am N-Rand eine, O-W verlaufende, Fahrspur. Einige bis kopfgroße Granitsteine sichtbar. | 28933627 | BW   |
| 53° 10′ 35″ N, 10° 32′ 24″ O | Gifkendorf 3 | Fast rund, Durchmesser 15 m und Höhe 0,6 m. Oberfläche unregelmäßig und dort Tierbaue. O-W orientierte Fahrspur. Rand auslaufend. Im W-Bereich Reste zweier alter Windwürfe.                                                                                         | 28933629 | BW   |
| 53° 10′ 36″ N, 10° 32′ 21″ O | Gifkendorf 4 | Rund, 11 m Durchmesser Höhe 0,5 m. Kuppe abgeflacht und Rand auslaufend. O-W verlaufende Fahrspur. Am NO-Rand ein Granitstein. Am SW-Rand Reste eines alten Windwurfs.                                                                                               | 28933631 | BW   |

### Gifkendorf 5
In einem flach nach Westen zum Vierenbach geneigtem Gelände liegt ein Grabhügelfeld. Die Gruppe aus sieben sehr großen und vier mittelgroßen Grabhügeln bildet das Kernstück einer größeren Nekropole. FStNr. 9, 13 und 36 sind oval, N-S orientiert, die übrigen annähernd rund. Alle Grabhügel weisen unterschiedlich starke Beschädigungen durch Pflanzfurchen und Fahrspuren/Holzrückspuren auf. Die Abmessungen der größeren Hügel sowie die freigelegten Findlingsblöcke in FStNr. 8 machen eine neolithisch-frühbronzezeitliche Datierung wahrscheinlich. Die kleineren Hügel dürften etwas jünger (bronzezeitlich) sein.

| Lage                         | Bezeichnung   | Beschreibung | ID       | Bild |
| ---------------------------- | ------------- | --- | -------- | ---- |
| 53° 10′ 31″ N, 10° 32′ 21″ O | Gifkendorf 5  | Rund, Durchmesser 22 m und Höhe von 2,5 m. Steile Böschung und abgesetzten Rand. Kuppe mit unregelmäßiger Oberfläche mit flachen, weiten Eingrabungen und sehr großen Tierbauen. Auf der W-Böschung große Eingrabung. Mehrere Granitsteine vom Steinkranz am Rand sichtbar und ertastbar. | 28933633 | BW   |
| 53° 10′ 28″ N, 10° 32′ 24″ O | Gifkendorf 6  | Fast rund, Durchmesser 16 m und Höhe 0,6 m. Kuppe abgeflacht und der Rand auslaufend. Im S-Bereich O-W orientierte Schneise. Wenige bis kopfgroße Granitsteine sichtbar. | 28933635 | BW   |
| 53° 10′ 29″ N, 10° 32′ 22″ O | Gifkendorf 7  | Fast rund, Durchmesser 21 m und Höhe 1,6 m. In der Kuppe eine unregelmäßige Eingrabung mit zwei sehr großen Tierbauen. Weitere große Tierbaue im übrigen Hügelbereich. Am SW- und O-Rand Granitsteine.                                                                                    | 28933637 | BW   |
| 53° 10′ 27″ N, 10° 32′ 23″ O | Gifkendorf 8  | Fast rund, Durchmesser 17 m und Höhe 1,5 m. Rand abgesetzt. Im Bereich der Kuppe großflächige Abtragung, die stellenweise bis 1 m tief ist. Darin einige große Granitblöcke, davon weist einer im N-Bereich Sprengspuren auf. Tierbaue. Im S-Bereich ein großer Block.                    | 28933639 | BW   |
| 53° 10′ 27″ N, 10° 32′ 25″ O | Gifkendorf 9  | Oval, N-S orientiert, Länge 16 m, Breite 13 m und Höhe 1,1 m. Kuppe abgeflacht. Rand im N und S auslaufend, im O und W abgesetzt. Flache O-W orientierte Pflanzfurchen und eine O-W verlaufende Fahrspur. Tierbaue.                                                                       | 28933641 | BW   |
| 53° 10′ 27″ N, 10° 32′ 28″ O | Gifkendorf 10 | Fast rund, Durchmesser 17 m und Höhe 1,2 m. Flach gewölbt und von Pflanzfurchen überzogen. Im S-Bereich eine O-W orientierte Fahrspur. Wenige bis zu kopfgroße Granitsteine sichtbar. | 28933643 | BW   |
| 53° 10′ 26″ N, 10° 32′ 29″ O | Gifkendorf 11 | Fast rund, Durchmesser 18 m und Höhe 0,7 m. Kuppe abgeflacht und Rand ist auslaufend. Unregelmäßige Oberfläche durch einige Eingrabungen, O-W orientierte Pflanzfurchen und im Nordbereich eine O-W verlaufende Fahrspur. Wenige bis zu kopfgroße Granitsteine.                           | 28933645 | BW   |
| 53° 10′ 27″ N, 10° 32′ 31″ O | Gifkendorf 12 | Fast rund, Durchmesser 19 m und Höhe 1,1 m. Rand auslaufend und O-W orientierte Pflanzfurchen und Tierbaue. Nördlich der Hügelmitte O-W verlaufende Schneise mit Fahrspur. Einige bis zu kopfgroße Granitsteine.                                                                          | 28933647 | BW   |
| 53° 10′ 25″ N, 10° 32′ 29″ O | Gifkendorf 13 | Oval, NNO-SSW orientiert, L. 24 m, Br. 18 m und H. 1,7 m. Rand läuft aus. Von O-W orientierten Pflanzfurchen überzogen. Im S-Bereich von einigen Mulden und einer alten, tief eingeschnittenen Fahrspur gestört. Einige bis eimergroße Granitsteine.                                      | 28933649 | BW   |
| 53° 10′ 27″ N, 10° 32′ 28″ O | Gifkendorf 14 | Fast rund, Dm. 14 m und H. 0,3 m. Kuppe abgeflacht und der Rand läuft aus. Von O-W orientierten Pflanzfurchen überzogen und auf der Oberfläche wenige bis kopfgroße Granitsteine. | 28933651 | BW   |
| 53° 10′ 26″ N, 10° 32′ 25″ O | Gifkendorf 36 | Oval, Nordsüd orientiert, Länge 11 m, Breite 8 m und Höhe 0,5 m. Kuppe abgeflacht und der Rand auslaufend. Nordost-Südwest orientierte Fahrspur. Am Nordwestrand zwei alte Windwürfe. | 28933774 | BW   |

### Gifkendorf 16
Auf einem leichten Südhang bzw. Südsüdwesthang liegt eine Gruppe von 14 erhaltenen Grabhügeln, ein weitgehend zerstörter Grabhügel und ein Objekt, bei dem es sich um die Reste eines weiteren Grabhügels handeln könnte. Außer dem Nord-Süd orientierten ovalen Hügel sind die Hügel annähernd rund. Verschiedene weisen Mulden bzw. Eintiefungen an den Rändern auf (Materialentnahme für die Hügelschüttung ?). Außerdem sind verschiedene, unterschiedlich starke Beschädigungen festzustellen.

| Lage                         | Bezeichnung   | Beschreibung | ID       | Bild |
| ---------------------------- | ------------- | --- | -------- | ---- |
| 53° 11′ 26″ N, 10° 31′ 57″ O | Gifkendorf 16 | | 28933746 | BW   |
| 53° 11′ 26″ N, 10° 31′ 57″ O | Gifkendorf 18 | Rund, Durchmesser 4,9 m und Höhe 0,4 m. Kuppe schwach eingesenkt. Am NNO- und WSW-Rand flache Mulden.                     | 28933748 | BW   |
| 53° 11′ 27″ N, 10° 31′ 57″ O | Gifkendorf 19 | Ehemals rund, durch Wegegabelung annähernd dreieckig. Durchmesser 6,3 m und Höhe 0,5 m. Im NW eine Eintiefung.            | 37794112 | BW   |
| 53° 11′ 27″ N, 10° 31′ 57″ O | Gifkendorf 21 | Rund, Durchmesser 4,9 m und Höhe 0,5 m. Im Norden und Südosten Eintiefungen.                                              | 28933752 | BW   |
| 53° 11′ 26″ N, 10° 31′ 56″ O | Gifkendorf 22 | Rund, Durchmesser 7,5 m und Höhe 0,8 m.                                                                                   | 28933754 | BW   |
| 53° 11′ 26″ N, 10° 31′ 56″ O | Gifkendorf 23 | Fast rund, Durchmesser 7,5 m und Höhe 0,6 m. Kuppe nach Südwesten geneigt. Am Nord- und Südost-Rand je eine flache Mulde. | 28933756 | BW   |
| 53° 11′ 27″ N, 10° 31′ 56″ O | Gifkendorf 24 | Fast rund, Durchmesser 6,5 m und Höhe 0,5 m. Am Nordwest- und Südost-Rand sich je eine flache Mulde.                      | 28933758 | BW   |
| 53° 11′ 26″ N, 10° 31′ 56″ O | Gifkendorf 25 | Fast rund, Durchmesser 5 m und Höhe 0,3 m. Rand auslaufend. Am Südrand flache Eintiefung.                                 | 28933760 | BW   |
| 53° 11′ 26″ N, 10° 31′ 56″ O | Gifkendorf 26 | Fast rund, Durchmesser 7,55 m und Höhe 0,7 m. Am Ostrand flache Mulde                                                     | 28933762 | BW   |
| 53° 11′ 27″ N, 10° 31′ 55″ O | Gifkendorf 27 | Fast rund, Durchmesser 7,5 m und Höhe 0,7 m. Am Ostrand flache Mulde.                                                     | 28933764 | BW   |
| 53° 11′ 27″ N, 10° 31′ 56″ O | Gifkendorf 28 | Fast rund, Durchmesser 6,5 m und Höhe 0,5 m. Am Nordost- und Westrand flache Mulde.                                       | 28933766 | BW   |
| 53° 11′ 27″ N, 10° 31′ 55″ O | Gifkendorf 29 | Fast rund, Durchmesser 6,0 m und Höhe 0,5 m. Ringförmige flache Eintiefung am Ost-, Nord- und West-Rand.                  | 28933768 | BW   |
| 53° 11′ 27″ N, 10° 31′ 56″ O | Gifkendorf 30 | Fast rund, Durchmesser 8,5 m und Höhe 0,8 m. Tierbaue. Am Südwest- und Nordostrand flache Mulde.                          | 28933770 | BW   |
| 53° 11′ 27″ N, 10° 31′ 55″ O | Gifkendorf 31 | Fast rund, Durchmesser 7,0 m und Höhe 0,6 m. Am Ostrand flache Mulde.                                                     | 28933772 | BW   |

## Rohstorf
| Lage                         | Bezeichnung                        | Beschreibung | ID       | Bild |
| ---------------------------- | ---------------------------------- | --- | -------- | ---- |
| 53° 11′ 5″ N, 10° 35′ 27″ O  | Rohstorf 6, Grabhügel              | Fast rund, Dm. 6,5 m und H. 0,2 m. Rand auslaufend. Am N und NW-Rand je ein Granitstein. | 28931933 | BW   |
| 53° 11′ 9″ N, 10° 34′ 34″ O  | Rohstorf 13, Grabhügel             | Fast rund, Dm. 12,5 m und H. 1,1 m. In der Kuppe Mulde und im Südwestbereich kleine Eingrabung. Von flachen Pflanzfurchen überzogen. Faust- bis doppelkopfgroße Granitsteine. | 28932037 | BW   |
| 53° 10′ 39″ N, 10° 34′ 43″ O | Rohstorf 14, Grabhügel             | Fast rund, Dm. 16 m und H. 0,6 m. Kuppe abgeflacht mit zentraler Eintiefung. Im Ostbereich eine längliche Eingrabung. Nordost-Südwest verlaufende Fahrspur. Im Nordwestbereich einige bis faustgroße Granitsteine. | 28932039 | BW   |
| 53° 10′ 29″ N, 10° 35′ 0″ O  | Rohstorf 15, Grabhügel             | Annähernd rund, Durchmesser 12 m und Höhe 1,05 m. In der Mitte annähernd rechteckige Eingrabung 2 m lang und 1,5 m breit, Tiefe 0,6 m. An der Oberfläche zahlreiche bis kopfgroße und einige größere Granitsteine. | 28932041 | BW   |
| 53° 10′ 32″ N, 10° 35′ 6″ O  | Rohstorf 16, Grabhügel             | Fast rund, Dm. 8 m und H. 0,4 m. Rand auslaufend und Oberfläche gestört. Am Nordostrand und auf dem Hügel je eine Fahrspur. Im Bereich der Kuppe ein Granitbrocken (L. 1,3 m; Br. 0,7 m). | 28932043 | BW   |
| 53° 10′ 34″ N, 10° 34′ 38″ O | Rohstorf 17, Grabhügel             | Fast rund, Dm. 11 m und H. 0,5 m. Rand auslaufend. Der S-Bereich abgetragen. Viele bis kopfgroße Granitsteine. Am S- und SO-Rand einige bis eimergroße Granitsteine sichtbar. | 28932045 | BW   |
| 53° 11′ 15″ N, 10° 35′ 7″ O  | Rohstorf 19, Grabhügel             | Fast rund, Dm. 14,5 m und H. 0,5 m (im Westen) - 0,9 m (im Osten). Oberfläche gestört. Am Nordrand Ost-West verlaufende Fahrspur, am Ostrand Nord-Süd orientierte Fahrspur. Baumstümpfe. | 28932049 | BW   |
| 53° 11′ 8″ N, 10° 35′ 34″ O  | Rohstorf 20, Grabhügel             | Fast rund, Dm. 10 m und H. von 0,5 m. Rand auslaufend. Zahlreiche kopf- bis eimergroße Granitsteine. Am Ost-Nordost-Rand Windwurf. | 28932051 | BW   |
| 53° 11′ 30″ N, 10° 36′ 21″ O | Rohstorf 21, Grabhügel             | Fast rund, Dm. 19 m und H. von 1 m. Zentrum ausgekoffert und Böschungsring erhalten. Im Nord- und Westbereich je eine Unterbrechung. Nordwest-Südost orientierte Fahrspur. Wenige bis kopfgroße Granitsteine. | 28932053 | BW   |
| 53° 11′ 32″ N, 10° 36′ 22″ O | Rohstorf 22, Grabhügel             | Fast rund, Dm. 19 m und H. von 1 m. Zentrum ausgekoffert und Böschungsring erhalten. Im Nord- und Westbereich je eine Unterbrechung. Nordwest-Südost orientierte Fahrspur. Wenige bis kopfgroße Granitsteine. | 28932055 | BW   |
| 53° 11′ 23″ N, 10° 34′ 28″ O | Rohstorf 23, Wüstung Hohenrohstorf | Südsüdwestlich von Rohstorf, 300 - 1000 m südwestlich der Brücke über die Bahnlinie Lüneburg-Dannenberg liegt in flach nach Osten geneigtem Gelände eine durch Parzellenwälle bzw. Hofeinfassungen erkennbare Wüstung namens „Hohenrohstorf“. 1949 und 1968 wurden bei Ausgrabungen innerhalb der Fläche eine Vorratsgrube, ein Hausfundament mit Steinpflaster und Spuren weiterer Gebäude freigelegt. Die in der Wüstung gefundenen Scherben sind slawisch und stammen aus dem 9.-12. Jahrhundert. Historisch ist überliefert, dass es sich bei der Ansiedlung um einen wendischen Hof mit ursprünglich fünf Höfen handelte, die in den Jahren 1313, 1370 und 1386 vom Kloster St. Michaelis gekauft wurden. Derart gut erhaltene Wüstungen sind äußerst selten. | 28932057 | BW   |
| 53° 10′ 44″ N, 10° 34′ 31″ O | Rohstorf 30, Grabhügel             | Oval, Nordwest-Südost orientiert, Länge 20 m, Breite ca. 17 m und Höhe 0,9 m. Nordostbereich auf einem auf Nordwest-Südost verlaufendem Waldweg. Südwestbereich von Nordwest-Südost verlaufendem Graben durchzogen. Am Südwestrand viele bis eimergroße Granitsteine. | 28932158 | BW   |
| 53° 10′ 45″ N, 10° 34′ 31″ O | Rohstorf 31, Grabhügel             | Fast rund, Dm. 13 m und H. von 0,4 m. Oberfläche unregelmäßig. Am Ost- und Südwestrand einige bis kopfgroße Granitsteine. | 28932160 | BW   |
| 53° 10′ 23″ N, 10° 34′ 52″ O | Rohstorf 36, Buckelgrab            | Fast rund, Dm. 5 m und H. von 0,4 m. Rand auslaufend. Der Hügel besteht aus Waldboden mit vielen bis faustgroßen Granitsteinen. Am SSO-Rand großer Granitstein. | 28931925 | BW   |
| 53° 10′ 22″ N, 10° 34′ 52″ O | Rohstorf 36, Buckelgrab            | Fast rund, Dm. 3,5 m und H. von 0,25 m. Rand auslaufend. Der Hügel besteht aus Waldboden mit vielen faustgroßen Granitsteinen. | 28931927 | BW   |
| 53° 10′ 22″ N, 10° 34′ 51″ O | Rohstorf 36, Buckelgrab            | Fast rund, Dm. 4 m und H. von 0,3 m. Rand auslaufend. Der Hügel besteht aus Waldboden mit vielen faustgroßen Granitsteinen. | 28931929 | BW   |
| 53° 10′ 21″ N, 10° 34′ 52″ O | Rohstorf 36, Buckelgrab            | Fast rund, Dm. 3 m und H. von 0,25 m. Rand auslaufend. Der Hügel besteht aus Waldboden mit vielen faustgroßen Granitsteinen. | 28931931 | BW   |
| 53° 12′ 0″ N, 10° 36′ 35″ O  | Rohstorf 40, Grabhügel             | Rund, Durchmesser 13 m und Höhe 0,7 m. Rand abgesetzt und in der Kuppe eine Mulde. | 28934097 | BW   |
| 53° 11′ 45″ N, 10° 36′ 35″ O | Rohstorf 41, Grabhügel             | Annähernd rund, Durchmesser 9 m. Im Westbereich Höhe 0,7 m, sonst 0,6 m. Kopfgroßer Granitstein und Pflanzfurchen. | 28933998 | BW   |

### Rohstorf 1
Südlich von Rostorf eine Gruppe von vier Großsteingräbern, einem sehr großen Grabhügel, der vermutlich ein Großsteingrab enthält, sowie einem mittelgroßen und einem kleinen Grabhügel.

| Lage                         | Bezeichnung               | Beschreibung | ID       | Bild |
| ---------------------------- | ------------------------- | --- | -------- | ---- |
| 53° 10′ 55″ N, 10° 35′ 11″ O | Rohstorf 1, Großsteingrab | L. 20 m, Br. 13,5 m und H. von ca. 1,2 m. Steinkammer ist NNW-SSO orientiert und besitzt eine L. ca. 10,8 m, Br. 1,65 m. An der westlichen Langseite fünf Trägersteine in situ, drei weitere gekippt. In der Kammer zwei Decksteine und zahlreiche weitere kleinere Stein eines Zwickelmauerwerkes liegen frei. | 28932407 |      |
| 53° 10′ 53″ N, 10° 35′ 15″ O | Rohstorf 2, Großsteingrab | | 28932409 |      |
| 53° 10′ 50″ N, 10° 35′ 13″ O | Rohstorf 3, Großsteingrab | Schwach ovaler Hügel; NNW-SSO orientiert; L. 14,5 m; Br. 13 m; H. ca. 1 m. Von lockerem Steinkranz aus sieben Steinen umgeben (Dm. 16 m). Die NW-SO ausgerichtete Kammer ist stark beschädigt. In situ stehen noch der nördliche Abschlussstein und drei von ehemals vier Trägersteinen der westlichen Langseite sowie zwei der östlichen Langseite. Der Deckstein im Norden ist gesprengt und zur Hälfte erhalten. | 28932411 |      |
| 53° 10′ 52″ N, 10° 35′ 14″ O | Rohstorf 4, Großsteingrab | In unebenem, von dichtem, vermoostem Grasbewuchs bedecktem Waldboden sind unregelmäßige Reste eines länglichen Erdhügels erkennbar. Ein Granitfindling ragt aus dem Boden heraus, mehrere weitere sind zu ertasten. | 28932413 |      |
| 53° 10′ 55″ N, 10° 35′ 14″ O | Rohstorf 5, Großsteingrab | Großer, unregelmäßiger Hügel; N-S orientiert; L. 17,5–22,0 m; Br. ca. 18,5 m; H. ca. 1 m. An der Oberfläche erkennbare größere Steine, z.T. anscheinend in situ, lassen auf eine Steinkammer im Hügel schließen; die längere flache Mulde im Bereich der Kuppe deutet auf eine mittelgroße Kammer. | 28932415 |      |
| 53° 10′ 55″ N, 10° 35′ 17″ O | Rohstorf 28, Grabhügel    | Fast rund, Durchmesser 6,5 m. und Höhe 0,5 m. Rand auslaufend. Nordwest-Südost orientierte Fahrspur. Bis zu eimergroße Granitsteine. Wirkt sehr zerklüftet durch starken Überzug mit Moos. | 28932154 | BW   |
| 53° 10′ 56″ N, 10° 35′ 17″ O | Rohstorf 29, Grabhügel    | Annähernd rund, Dm. ca. 10 m und H. 0,8 m. Westrand abgesetzt. Der Rest auslaufend. Nordbereich abgetragen. Nord-Süd verlaufende Fahrspur. In den Randbereichen bis eimergroße Granitsteine und Baumstümpfe. Wirkt uneben und zerwühlt durch die dortige Moosausbreitung. | 28932156 | BW   |

### Rohstorf 7
Südlich von Rohstorf liegt eine Gruppe von vier größeren (Durchmesser 17 – 25 m; Höhe 0,4–2,2 m) und vier kleineren (Durchmesser 6,5 – 9 m; Höhe 0,3 – 0,6 m) Grabhügeln sowie ein ausgedehntes Brandgräberfeld. Das Brandgräberfeld ist durch die Funde in die vorrömische Eisenzeit datiert; die Gräber wurden um die älteren Grabhügel FStNr. 7–11, 18, 25, 26 herum angelegt.

| Lage                        | Bezeichnung                  | Beschreibung | ID       | Bild |
| --------------------------- | ---------------------------- | --- | -------- | ---- |
| 53° 11′ 3″ N, 10° 35′ 14″ O | Rohstorf 7                   | Annähernd rund, Dm. ca. 18 m und H. 0,5 m. Rand auslaufend. Oberfläche unregelmäßig. NO-SW orientierte Fahrspur. Einige Granitsteine. | 28931935 | BW   |
| 53° 11′ 2″ N, 10° 35′ 13″ O | Rohstorf 8                   | Annähernd rund, Dm. 17 m und H. 0,4 m. Rand auslaufend und Hügeloberfläche unregelmäßig. NNO-SSW orientierte Fahrspur. Am NW-Rand und am SO-Rand bis kopfgroße Granitsteine, die von einem Steinkranz stammen könnten. Am NNO-Rand ein größerer Stein.                                                                                    | 28931937 | BW   |
| 53° 11′ 6″ N, 10° 35′ 10″ O | Rohstorf 9                   | Fast rund, Durchmesser 19 m und Höhe 1,2 m. Oberfläche unregelmäßig. Baumstümpfe und einige bis zu eimergroßen Granitsteine sichtbar. | 28932031 | BW   |
| 53° 11′ 6″ N, 10° 35′ 11″ O | Rohstorf 10                  | Fast rund, Durchmesser 7 m und Höhe 0,3 m. Je ein Granitstein am Süd-Südwest- und Südostrand. Rand auslaufend. Am Südwestrand grabenförmige Vertiefung. Am Nordostrand Windwurf. | 28932033 | BW   |
| 53° 11′ 6″ N, 10° 35′ 12″ O | Rohstorf 11                  | Fast rund, Dm. 9 m und H. 0,6 m. Rand auslaufend. Oberfläche unregelmäßig. Im Südbereich ein Granitstein. | 28932035 | BW   |
| 53° 11′ 6″ N, 10° 35′ 9″ O  | Rohstorf 18                  | Fast rund, Durchmesser 25 m und Höhe 2,2 m. Nordwestrand angeschnitten. | 28932047 | BW   |
| 53° 11′ 7″ N, 10° 35′ 1″ O  | Rohstorf 25                  | Fast rund, Durchmesser 6 m und Höhe 0,3 m. Rand auslaufend. In der Kuppe kleine Mulde. Nordost-Südwest orientierte Fahrspur. Im West-Bereich bis eimergroße Granitsteine. | 28932059 | BW   |
| 53° 11′ 7″ N, 10° 35′ 14″ O | Rohstorf 26                  | Annähernd oval, Durchmesser 8 × 6 m, Nordwest-Südost orientiert, ca. 0,5 m hoch. Flache Kuppenmulde. Im Nordwest- und Südostbereich je 1 Granitstein stehend (Nordwest) bzw. liegend (Südost) mit einer Größe von ca. 0,5 m. | 28932152 | BW   |
| 53° 11′ 7″ N, 10° 35′ 11″ O | Rohstorf 27, Brandgräberfeld | Ausgedehntes Brandgräberfeld der vorrömischen Eisenzeit mit sehr flachen kleinen Hügeln (Dm. 2–5 m; H. bis 0,3 m) mit Steinpflaster, die unmittelbar unter dem Humus und stellenweise an der Oberfläche liegen. Das Gräberfeld wies um das Jahr 1887 noch zwischen 900 und 1000 kleine Grabhügel auf, von denen einige untersucht wurden. | 28932429 | BW   |
| 53° 11′ 7″ N, 10° 35′ 13″ O | Rohstorf 27, Buckelgrab      | Annähernd rund, Dm. ca. 4 m und H. 0,2 m. Kopfgroße Granitsteine. In der Umgebung weitere einzelne Granitsteine. | 28931921 | BW   |
| 53° 11′ 8″ N, 10° 35′ 13″ O | Rohstorf 27, Buckelgrab      | | 28931923 | BW   |

## Vastorf
| Lage                         | Bezeichnung              | Beschreibung | ID       | Bild |
| ---------------------------- | ------------------------ | --- | -------- | ---- |
| 53° 12′ 44″ N, 10° 34′ 22″ O | Vastorf 4, Großsteingrab | NNO-SSW orientiert, mit zweijochiger Kammer in einem annähernd runden Erdhügel. Von der Kammer sind die beiden Abschlusssteine (Schmalseiten) sowie von der westlichen Langseite beide, von der östlichen ein Tragstein erhalten | 28930840 | BW   |

### Vastorf 5
Ca. 2,2 km nordnordöstlich von Vastorf, östlich der Straße von Reinstorf nach Vastorf liegt eine Gruppe von 19 fast runden Grabhügeln. Bei der Mehrzahl der Hügel handelt es sich um kleine flache Exemplare mit Dm. von 4–9,5 m und H. von 0,2–0,5 m. Zwischen den Grabhügeln und in deren näherer Umgebung sind in dem von Pflanzfurchen durchzogenen Boden zahlreiche Bodenunebenheiten und Mulden sichtbar, an einigen Stellen liegen auch bis zu faustgroße Granitsteine an der Oberfläche. Hierbei könnte es sich um Überreste weiterer flacher Grabhügel handeln.

| Lage                         | Bezeichnung | Beschreibung | ID       | Bild |
| ---------------------------- | ----------- | --- | -------- | ---- |
| 53° 12′ 59″ N, 10° 33′ 36″ O | Vastorf 5   | Annähernd rund, Dm. 16 m; H. 0,7 m. Randbereiche außer im Südsüdosten ringförmig erhalten. Nordnordöstlich und ostsüdöstlich je ein kopfgroßer Granitstein. Im Innenbereich eine Eingrabung. L.7 m; Br. 5,5 m; T. 1 m.                              | 28933391 | BW   |
| 53° 12′ 58″ N, 10° 33′ 36″ O | Vastorf 6   | Fast rund, Dm. 5,5 m; H. 0,45 m. Nordost-Rand von kleinen Graben angeschnitten. Am Ost-Rand eine Eingrabung, L. 1,5 m; Br. 0,7 m; T. 0,6 m. Ost-West verlaufende Pflanzfurchen.                                                                     | 28933393 | BW   |
| 53° 12′ 58″ N, 10° 33′ 36″ O | Vastorf 7   | Fast rund, Dm. 6 m; H. 0,5 m. Rand auslaufend. Am Südsüdost-Rand ein eimergroßer Granitstein. Am Nordost-Rand kleiner Graben in Richtung Nordwest-Südost. Ost-West verlaufende Pflanzfurchen.                                                       | 28933395 | BW   |
| 53° 12′ 58″ N, 10° 33′ 36″ O | Vastorf 8   | Fast rund, Dm. 9 m; H. 0,45 m. Im Nordost-Bereich ein flacher Grenzgraben in Richtung Nordwest-Südost. Wenige bis zu faustgroße Granitsteine, am Nordost-Rand eimergroßer Granitstein. Pflanzfurchen in Richtung Ost-West.                          | 28933397 | BW   |
| 53° 12′ 58″ N, 10° 33′ 37″ O | Vastorf 9   | Fast rund, Dm. 5,5 m; H. 0,4 m. Rand auslaufend. Im Nordost-Bereich ein Nordwest-Südost verlaufender Grenzgraben. Wenige Granitsteine auf dem Hügel. Oberfläche unregelmäßig. Im Süd-Bereich eine Mulde. Ost-West verlaufende flache Pflanzfurchen. | 28933399 | BW   |
| 53° 12′ 59″ N, 10° 33′ 35″ O | Vastorf 13  | Fast rund, Dm. 5,5 m; H. 0,4 m. Kuppe abgeflacht, Rand auslaufend. West-Rand etwas angeschnitten. Von flachen Pflanzfurchen in Ost-West Richtung überzogen.                                                                                         | 28933501 | BW   |
| 53° 12′ 58″ N, 10° 33′ 35″ O | Vastorf 14  | Fast rund, Dm. 4 m; H. 0,25 m. Kuppe abgeflacht, Rand auslaufend. Von flachen Pflanzfurchen in Ost-West Richtung überzogen. | 28933503 | BW   |
| 53° 12′ 58″ N, 10° 33′ 35″ O | Vastorf 15  | Fast rund, Dm. 7,5 m; H. 0,5 m. Rand auslaufend. Ost-West verlaufende Pflanzfurchen. | 28933505 | BW   |
| 53° 12′ 58″ N, 10° 33′ 36″ O | Vastorf 16  | Fast rund, Dm. 8 m; H. 0,45 m. Rand auslaufend. Wenige bis faustgroße Granitsteine auf der Oberfläche. Ost-West verlaufende Pflanzfurchen. | 28933507 | BW   |
| 53° 12′ 59″ N, 10° 33′ 38″ O | Vastorf 24  | Fast rund, Dm. 7,5 m; H. 0,3 m. Kuppe abgeflacht und Rand auslaufend. Oberfläche unregelmäßig. Ost-West verlaufende flache Pflanzfurchen. | 28933523 | BW   |

## Volkstorf
| Lage                         | Bezeichnung             | Beschreibung | ID       | Bild |
| ---------------------------- | ----------------------- | --- | -------- | ---- |
| 53° 12′ 8″ N, 10° 31′ 37″ O  | Volkstorf 1, Grabhügel  | Fast rund, Dm. 16 m; H. 1,2 m. In der Kuppe Mulde, Südost-Rand angeschnitten. Am Südsüdost-Rand ein Granitstein. Oberfläche unregelmäßig und von Pflanzfurchen überzogen.                                                                                       | 28933139 | BW   |
| 53° 12′ 5″ N, 10° 31′ 33″ O  | Volkstorf 2, Grabhügel  | Fast rund, Dm. 13 m; H. 0,7 m. Am Südsüdost-, Südsüdwest-, und Nordwest-Rand Eingrabungen. Am Süd-Rand ein Granitstein. | 28933141 | BW   |
| 53° 12′ 20″ N, 10° 30′ 59″ O | Volkstorf 22, Grabhügel | Fast rund, Dm. 23 m; H. 1,5 m. Rand abgesetzt und N-Rand angeschnitten. In O-W-Richtung Pflanzfurchen. Oberfläche unregelmäßig. | 28933271 | BW   |
| 53° 12′ 20″ N, 10° 30′ 55″ O | Volkstorf 23, Grabhügel | Fast rund, Dm. 17,5 m; H. 0,7 m. Schneise und Pflanzfurchen in Ost-West Richtung. Am Nord- und Süd-Rand einige plattige Granitsteine. | 28933273 | BW   |
| 53° 12′ 29″ N, 10° 30′ 59″ O | Volkstorf 27, Grabhügel | Oval, Nordwest-Südost orientiert, L. 17,6 m; Br. 14,5 m; H. 1 m. Kuppe abgeflacht, Rand auslaufend. Am West-Rand Windwurf. Am Nord-Rand Fahrspur. | 28933275 | BW   |
| 53° 12′ 29″ N, 10° 30′ 54″ O | Volkstorf 28, Grabhügel | Fast rund, Dm. 27 m; H. 1,6 m. Kuppe abgeflacht, Rand abgesetzt. Am West-Rand Fahrspur. | 28933371 | BW   |
| 53° 12′ 5″ N, 10° 31′ 38″ O  | Volkstorf 34, Grabhügel | Fast rund, Dm. 14,5 m; H. 0,7 m. In der Kuppe Mulde, Rand auslaufend. Bis kopfgroße Granitsteine. In Nord-Süd Richtung flache Pflanzfurchen. | 28933383 | BW   |
| 53° 12′ 57″ N, 10° 33′ 34″ O | Volkstorf 37, Grabhügel | Oval, Nord-Süd orientiert, L. 10 m; Br. 8 m; H. 0,7 m. Ca. ein Viertel im Ost-Bereich durch Straßenbau zerstört. Am West-Rand flache Mulde. Am Südost-Rand ein Granitstein. Nach Nordnordosten in der Straßenböschungskante zwei größere Granitsteine sichtbar. | 28933385 | BW   |

### Volkstorf 5
Ca. 1,7 km westlich von Volkstorf befindet sich auf einem leichten West- bis Südwest-Hang eine Gruppe von elf runden oder fast runden Grabhügeln. Durchmesser 5,5–12 m; Höhe 0,3–1,1 m. Das unebene Gelände lässt weitere Bestattungen vermuten. Südwestlich der erkannten Grabhügel befinden sich Nordwest-Südost verlaufende Wegespuren (FStNr. 38).

| Lage                         | Bezeichnung  | Beschreibung | ID       | Bild |
| ---------------------------- | ------------ | --- | -------- | ---- |
| 53° 12′ 13″ N, 10° 31′ 3″ O  | Volkstorf 5  | Rund, Dm. 8 m; H. 0,5 m. | 28933143 | BW   |
| 53° 12′ 12″ N, 10° 31′ 4″ O  | Volkstorf 6  | Fast rund, Dm. 12 m; H. 1,1 m. Rechteckiger, tiefer Graben verläuft im Süd- und Südwest-Bereich, T. bis 0,7 m. Rand im Nordwesten, Norden und Nordosten angegraben, Böschung dadurch versteilt. | 28933145 | BW   |
| 53° 12′ 12″ N, 10° 31′ 4″ O  | Volkstorf 7  | Rund, Dm. 11,5 m; H. 1 m. Rand im Südwesten auslaufend, sonst abgesetzt. An den Rändern, besonders im Norden, ringförmige Eintiefung.                                                           | 28933147 | BW   |
| 53° 12′ 11″ N, 10° 31′ 4″ O  | Volkstorf 8  | Fast rund, Dm. 8 m; H. 0,7 m. Kuppe abgeflacht, Rand abgesetzt, am Ost-, Nord- und West-Rand durch flachen Graben versteilt.                                                                    | 28933149 | BW   |
| 53° 12′ 11″ N, 10° 31′ 4″ O  | Volkstorf 9  | Fast rund, Dm. 6,5 m; H. 0,3 m. Rand auslaufend. Am westlichen Hügelfuß flache Einsenkung. | 28933245 | BW   |
| 53° 12′ 11″ N, 10° 31′ 5″ O  | Volkstorf 10 | Fast rund, Dm. 5,5 m; H. 0,3 m. Rand auslaufend, Kuppe abgeflacht. Am Nordwest-Rand flache Mulde.                                                                                               | 28933247 | BW   |
| 53° 12′ 11″ N, 10° 31′ 5″ O  | Volkstorf 11 | Rund, Dm. 9,7 m; H. 0,9 m. Rand abgesetzt, Kuppe nach Süden leicht geneigt. Am Nord-, Ost- bis Südost-Rand flacher ringförmiger Graben.                                                         | 28933249 | BW   |
| 53° 12′ 11″ N, 10° 31′ 6″ O  | Volkstorf 12 | Fast rund, Dm. 6,5 m; H. 0,3 m. Rand auslaufend. Am Ost-Rand Mulde, am West-Rand flachere Mulde.                                                                                                | 28933251 | BW   |
| 53° 12′ 11″ N, 10° 31′ 6″ O  | Volkstorf 13 | Fast rund, Dm. 8 m; H. 0,35 m. Kuppe abgeflacht, Rand auslaufend. Am Ost-Rand eine Mulde. | 28933253 | BW   |
| 53° 12′ 12″ N, 10° 31′ 6″ O  | Volkstorf 14 | Fast rund, Dm. 9 m; H. 0,45 m. Am Nord-, Südwest- und Südost-Rand flache ringförmige Vertiefung. Kuppe nach Süden geneigt.                                                                      | 28933255 | BW   |
| 53° 12′ 11″ N, 10° 31′ 6″ O  | Volkstorf 15 | Fast rund, Dm. 8,5 m; H. 0,4 m. Kuppe abgeflacht. In der Böschung leichte Unebenheiten, am West-Rand eine Mulde.                                                                                | 28933257 | BW   |
| 53° 12′ 58″ N, 10° 33′ 36″ O | Volkstorf 16 | Fast rund, Dm. 8 m; H. 0,45 m. Rand auslaufend. Wenige bis faustgroße Granitsteine. Ost-West verlaufende Pflanzfurchen.                                                                         | 28933507 | BW   |
| 53° 12′ 57″ N, 10° 33′ 37″ O | Volkstorf 17 | Fast rund, Dm. 7,5 m; H. 0,5 m. Rand auslaufend. Im Ost-Bereich vier doppelteimergroße Granitsteine. Am Nordost-Rand eine flache Eingrabung. Ost-West verlaufende Pflanzfurchen.                | 28933509 | BW   |
| 53° 12′ 57″ N, 10° 33′ 36″ O | Volkstorf 18 | Fast rund, Dm. 9 m; H. 0,35 m. Rand auslaufend, Kuppe abgeflacht. Ost-West verlaufende flache Pflanzfurchen.                                                                                    | 28933511 | BW   |
| 53° 12′ 57″ N, 10° 33′ 35″ O | Volkstorf 19 | Fast rund, Dm. 8,5 m; H. 0,35 m. Rand auslaufend und die Kuppe abgeflacht. Ost-West verlaufende flache Pflanzfurchen.                                                                           | 28933513 | BW   |
| 53° 12′ 56″ N, 10° 33′ 36″ O | Volkstorf 20 | Fast rund, Dm. 9 m; H. 0,3 m. Rand auslaufend und die Kuppe abgeflacht. Am West-Rand flache Eingrabung. Ost-West verlaufende flache Pflanzfurchen.                                              | 28933515 | BW   |
| 53° 12′ 56″ N, 10° 33′ 40″ O | Volkstorf 21 | Fast rund, Dm. 6,5 m; H. von 0,25 m. Rand auslaufend. Hügeloberfläche unregelmäßig und im NO-Bereich ein NW-SO verlaufender Grenzgraben. O-W verlaufende flache Pflanzfurchen.                  | 28933517 | BW   |
| 53° 12′ 59″ N, 10° 33′ 38″ O | Volkstorf 24 | Fast rund, Dm. 7,5 m; H. 0,3 m. Kuppe abgeflacht und Rand auslaufend. Oberfläche unregelmäßig. Ost-West verlaufende flache Pflanzfurchen.                                                       | 28933523 | BW   |

### Volkstorf 16
Ca. 1,8 km westlich von Volkstorf liegt in leicht nach Westen geneigtem Gelände eine Gruppe von sechs ursprünglich runden Grabhügeln. Durchmesser 7–19,5 m; Höhe 0,4–1,5 m. Drei Grabhügel haben in Folge moderner Störungen einen ovalen bzw. halbmondförmigen Umriss.

| Lage                         | Bezeichnung  | Beschreibung | ID       | Bild |
| ---------------------------- | ------------ | --- | -------- | ---- |
| 53° 12′ 13″ N, 10° 30′ 58″ O | Volkstorf 16 | Fast rund, Dm. 11 m; H. 0,9 m. In der Kuppe alte Eingrabung. Oberfläche in den Randbereichen unregelmäßig (vom Steine suchen?). Im Nord- bis Ost-Bereich einige mehr als kopfgroße Granitsteine.                              | 28933259 | BW   |
| 53° 12′ 13″ N, 10° 30′ 59″ O | Volkstorf 17 | Fast rund, Dm. 7 m; H. 0,4 m. Oberfläche sehr unregelmäßig. Am Südwest-Rand ein Granitstein. | 28933261 | BW   |
| 53° 12′ 14″ N, 10° 30′ 57″ O | Volkstorf 18 | Halbmondförmig, N-S orientierte, L. 14,5 m, Br. von 7 m und H. von 0,8 m. O-Hälfte durch Weg abgetragen. Am W-Rand Fahrspur.                                                                                                  | 28933263 | BW   |
| 53° 12′ 14″ N, 10° 30′ 59″ O | Volkstorf 19 | Oval, Nord-Süd orientiert, L. 19,5 m; Br. 18 m; H. 1,5 m. Kuppe abgeflacht, Rand abgesetzt. Einige flache Mulden sichtbar. Wenige bis kopfgroße Granitsteine erkennbar. Am West-Rand eine Nord-Süd orientierte Fahrspur.      | 28933265 | BW   |
| 53° 12′ 15″ N, 10° 31′ 0″ O  | Volkstorf 20 | Oval, Nord-Süd orientiert, L. 12 m; Br. 9 m; H. 1 m. In der Kuppe eine Mulde, Oberfläche unregelmäßig. An der westlichen Böschung weite flache Abtragung, vielleicht von alter Fahrspur. Am Ost-Rand ebenfalls angeschnitten. | 28933267 | BW   |
| 53° 12′ 17″ N, 10° 31′ 1″ O  | Volkstorf 21 | Rund, Dm. 16 m; H. 0,7 m. Kuppe abgeflacht, Rand auslaufend. | 28933269 | BW   |

### Volkstorf 29
Etwa 1,9 km westnordwestlich von Volkstorf, nördlich der Bahnlinie Lüneburg-Dannenberg liegen an einem leichten Südwest-Hang fünf große Grabhügel. Einer davon ist oval (FStNr. 32); Länge 23 m; Höhe 1,2 m; die Übrigen sind fast rund, Durchmesser 17–22,5 m; Höhe 1–1,9 m. FStNr. 30 ist weit ausgekoffert, die Übrigen besitzen z. T. umlaufende, ringförmige Gräben.

| Lage                         | Bezeichnung  | Beschreibung | ID       | Bild |
| ---------------------------- | ------------ | --- | -------- | ---- |
| 53° 12′ 34″ N, 10° 31′ 0″ O  | Volkstorf 29 | Fast rund, Dm. 18 m; H. 1,1 m. Kuppe abgeflacht, Rand abgesetzt. | 28933373 | BW   |
| 53° 12′ 34″ N, 10° 30′ 57″ O | Volkstorf 30 | Fast rund, Dm. 17 m; H. noch 1 m. Kuppe nach Südsüdwest weit ausgekoffert (Vertiefung von 4 m Dm, 0,6 m T.). Am südöstlichen Hügelfuß eine große längliche Mulde.                            | 28933375 | BW   |
| 53° 12′ 35″ N, 10° 31′ 0″ O  | Volkstorf 31 | Fast rund, Dm. 22,5 m; H. 1,5 m. Kuppe abgeflacht, Rand abgesetzt. Oberfläche unregelmäßig. Am Ost-Rand verläuft Nord-Süd orientierte Fahrspur. Am Südsüdost-Rand ein Granitstein.           | 28933377 | BW   |
| 53° 12′ 37″ N, 10° 31′ 2″ O  | Volkstorf 32 | Oval, Nord-Süd orientiert, L. 23 m; Br. 17 m; H. 1,2 m. Im Nord-Bereich Fahrspur von Nordwest nach Südost. Im Süd-, West- und Nord-Bereich ein ringförmiger Graben. Oberfläche unregelmäßig. | 28933379 | BW   |
| 53° 12′ 37″ N, 10° 31′ 5″ O  | Volkstorf 33 | Fast rund, Dm. 22,5 m; H. 1,9 m. Im nördlichen Bereich eine Eingrabung. Auf halber Böschungshöhe ein ringförmiger, umlaufender Graben bzw. eine Stufe, im Norden besonders ausgeprägt.       | 28933381 | BW   |